# Colpo grosso a Parigi
Colpo grosso a Parigi (Cent briques et des tuiles) è un film del 1965 diretto da Pierre Grimblat